# Мостаганемский университет
Мостаганемский университет — государственное высшее учебное заведение им. Абдельхамида Ибн-Бадиса в городе Мостаганем, Алжир, задачей которого является обучение, научные исследования и техническое развитие.
На его факультетах обучаются почти 29000 студентов, работают 1374 преподавателя и 1254 технических работников. Он объединяет широкий спектр дисциплин: медицина, технические науки, информатика, агрономия, биология, право, экономика, искусство, политология, физическая культура и спорт.

## История
Первое учебное заведение в Мостаганеме — институт сельскохозяйственных технологий им. Хаджи Бен-Абделлах Бен-Заза, был основан в 1969 году. В 1978 году был создан Университетский Центр Мостаганем. Его цель — дать студентам высшее образование в области биологии, общей медицины и химии. В 1984 году проводится новая перестройка в области фундаментальных наук, а также физического и спортивного образования. В 1992 году Университетский центр Мостаганем был реорганизован и разделён на Университетский центр Мостаганем, четыре школы и институт. В 1992 году создана новая организация, Высшее учебное заведение Мостаганем. В 1997 году образовательная инфраструктура института агрономии и Университетского центра была объединена, и в 1998 году он получил статус университета в Мостаганеме(Указ № 98-220 (U.M.A.B).
Университет Мостаганема назван в честь Абд аль-Хамида Бен-Бадиса, знаковой фигуры мусульманского реформистского движения в Алжире. Он был талантливым педагогом, философом, мусульманским провидцем, журналистом и революционером, как в области литературного творчества, так и в области популяризации знаний. Национальный праздник «Юм Эль Ильм’» или «День знаний» отмечается в его честь 16 апреля каждого года, а также в ознаменование даты его смерти.
Один из факультетов университета Мостаганема располагается в историческом здании, построенном для военной академии французской армии. После возвращения Алжиру независимости, в нём открылось учебное заведение — Университет Мостаганема. Дизайнерское решение в данном случае отображает довольно редкое явление в архитектуре колониального периода: здание построено в арабском стиле, несмотря на то, что в нём предполагалось размещение учащихся французской военной академии.

## Основные направления
- Университет готовит кадры для экономического, социального и культурного развития страны, обучает и готовит молодых исследователей для научной работы, вносит весомый вклад в приобретение, развитие и широкое распространение знаний.
- Основные усилия направлены на разработку национальных проектов в области научных исследований и технологического развития.
- Поощрение и распространение национальной культуры в научных исследованиях.
- Участие в укреплении национального научного потенциала.
- Оценка результатов исследований и распространение научно-технической информации.
- Участие научного и культурного сообщества в обмене знаниями и их обогащении[5].

## Структура
Он состоит из девяти факультетов и одного института, а именно:
- Факультет науки и вычислительной техники
- Факультет естествознания
- Факультет науки и техники
- факультет искусств и литературы
- Факультет наук о природе и обществе
- Факультет права и политики
- факультет экономики, коммерции и управления
- Факультет социальных наук
- Факультет медицины
- Институт спорта и физического воспитания